# Ann Andreasen
Ann Andreasen (* 17. Januar 1960 in Klaksvík) ist eine färöische Sozialpädagogin und Filmproduzentin.

## Leben
Ann Andreasen ist die Tochter des Kapitäns Karl Andreasen († 2021) und der Sozialpädagogin Maria Hammer Johannesen. Aus einer Beziehung mit Ole Jørgen Hammeken (* 1956) hat sie eine Tochter (* 1993) und einen Stiefsohn (* 1987).
Im Alter von 12 Jahren zog Ann Andreasen von Klaksvík nach Albertslund, wo sie 1977 ihr Realschulabschluss an der Roholmskolen machte. Anschließend besuchte sie das Skovlunde Seminarium, das sie 1979 mit der Hochschulreife abschloss. Anschließend zog sie nach Israel, wo sie sich mit Kindern beschäftigte, deren Familien in KZs interniert waren, und auf die Sinai-Halbinsel. Von 1982 bis 1985 besuchte sie Statens Socialpædagogiske Seminarium in Kopenhagen, wo sie sich zur Sozialpädagogin ausbilden ließ.
1985 begann sie im Kinderheim im grönländischen Uummannaq zu arbeiten, dem nördlichsten Kinderheim der Welt, in dem rund 35 Kinder leben, die Opfer sexueller Gewalt geworden sind oder deren Eltern alkohol- oder drogenabhängig sind oder sich das Leben genommen haben. 1987 wurde sie dessen Leiterin. Über sie und ihr Konzept, den Kindern ihre eigene traditionelle Kultur näherzubringen, sie auf Robbenjagd zu schicken oder ein Instrument zu erlernen und damit weltweit aufzutreten, wurde international berichtet und sie erhielt zahlreiche Auszeichnungen. Durchgeführt werden die Aktivitäten vom von ihr selbst geleiteten Uummannaq Polar Institute. Dieses gründete sie 2007 zusammen mit Rebekka Jørgensen und Jean-Michel Huctin. Es wurde von Fürst Albert II. von Monaco, dem französischen Polarforscher Jean Malaurie und dem russischen Polarforscher und Politiker Artur Tschilingarow eingeweiht. Das Kinderheim wurde unter anderem bereits von Ban Ki-moon, Helle Thorning-Schmidt und Königin Margrethe II. besucht.
Ann Andreasen ist seit 1996 Vorstandsmitglied in der Vereinigung grönländiger Tagesstätten (Tulararfik), davon seit 2010 als Vizevorsitzende. Von 2001 bis 2017 und seit 2021 ist sie Mitglied der Schulverwaltung der Edvard Krusep Atuarfia in Uummannaq. Von 2018 bis 2021 war sie Mitglied des Lokalausschusses von Uummannaq. Seit 2021 ist sie Vorstandsmitglied beim Jugendentwicklungszentrum Siu-Tsiu. Seit 2015 gehört sie dem Explorers Club an.
2010 war sie Produzentin des preisgekrönten Spielfilms Inuk, der vom Kinderheim handelt, und in dem sie selbst auch einen Cameo-Auftritt hat. Sie hat weitere vor allem Dokumentarfilme produziert. Daneben ist sie auch regelmäßig an Kunstausstellungen und Anthologien und ähnlichem beteiligt.
2009 wurde sie mit dem Gerdapris ausgezeichnet. Am 20. Juli 2013 erhielt sie den Nersornaat in Silber. Im selben Jahr wurde sie mit Ebbe Muncks Hæderspris ausgezeichnet. 2015 erhielt sie gemeinsam mit Banksy und Ai Weiwei den Ehrenpreis des Gerdens Fonden. 2019 wurde sie von DR P2 für den Einsatz von Musik in ihrem Kinderheim zum Årets ildsjæl (Feuerseele/Enthusiast des Jahres) ernannt.

## Filmografie
- 2002: La longue trace (Dokumentarfilm, Produzentin)
- 2008: Silent Show (Kurzfilm, Produzentin)
- 2012: Inuk (Spielfilm, Produzentin)
- 2014: Face Climate Change (Produzentin)
- 2016: Call of the Ice (Dokumentarfilm, Produzentin)
- 2019: Thin Ice (Fernsehserie)